# Johann Franz Joseph von Nesselrode-Reichenstein
Johann Franz Joseph Graf von Nesselrode-Reichenstein (* 21. September 1755 in Burg Vondern; † 24. Oktober 1824 in Herten) war kurkölnischer Geheimer Extra-Konferential-Rat und von 1786 bis 1795 Hofratspräsident, Oberstkämmerer, Statthalter des Vest Recklinghausen, Amtmann zu Kempen, Oedt, Blankenberg und Steinbach, Erbmarschall und Erbkämmerer des Herzogtums Berg und Erbdirektor der Bergischen Ritterschaft.

## Leben
Er war ein Sohn des Johann Wilhelm Maximilian von Nesselrode-Landskron (* um 1726–1800) und der Maria Theresia Auersperg (1729–1803). Väterlicherseits entstammte er dem Adelsgeschlecht Nesselrode, und zwar der Linie Nesselrode-Landskron, die nach dem Aussterben der Linie Nesselrode-Reichenstein deren 1702 durch Franz von Nesselrode-Reichenstein erlangten Reichsgrafentitel geerbt hatte.
Nach der Besetzung des Linken Rheinufers durch die Franzosen (siehe Franzosenzeit) zog er sich um 1801 auf sein Schloss Herten im Vest Recklinghausen zurück, von wo er zunächst weiterhin seine kurkölnischen Amtsgeschäfte ausübte, bis 1803 mit der Säkularisation der rechtsrheinischen Territorien Kurköln aufgelöst wurde und er alle seine Ämter verlor.
1806 warb ihn der neue Großherzog von Berg Joachim Murat für das Amt des Innenministers, welches auch die Ressorts des Kriegs- und Justizministers umfasste. 1812 wurde er zusätzlich Präsident des Staatsrats. Am 30. Dezember 1811 wurde er von Napoleon zum Offizier der Ehrenlegion ernannt.
Als zum Ende der Napoleonischen Ära das Großherzogtum Berg 1813 aufgelöst wurde, zog er sich erneut auf sein Schloss Herten zurück und bekleidete fortan keine öffentlichen Ämter mehr.

## Ehe und Nachkommen
Er war seit dem 22. Juli 1777 verheiratet mit Johanna Felicitas Gräfin von Manderscheid, Tochter des Johann Wilhelm Graf von Manderscheid-Blankenheim und der Luise Franziska Wilhelmine Prinzessin zu Salm-Salm. Mit ihr hatte er sieben Kinder:
- Johann Wilhelm Karl Franz (* 5. Juli 1778; † 31. März 1822) ⚭ Gräfin Karoline Auguste von Nesselrode (* 16. Juni 1787) (Die Witwe heiratet N.N. von Müller)
- Maria Karoline Theresia Josepha (* 13. September 1779; † 21. Januar 1858) ⚭ Adolf Heidenreich, Freiherr Droste zu Vischering (* 1769; † 1826)
- Johann Wilhelm August Franz (* 6. Mai 1781; † 2. Februar 1782)
- Johann Maximilian Friedrich Franz  (* 26. Februar 1783; † 1. September 1813)
- Maria Sophia Philippina (* 9. September 1784; † 1839)
- Johann Franz Joseph (* 10. September 1786; † Oktober 1787)
- Maria Theresia Wilhelmina (* 4. April 1788)

Da seine Söhne alle vor ihm starben, wurde ein Enkel Alleinerbe und Namensträger. Es handelte sich um Felix Droste Vischering zu Nesselrode-Reichenstein (* 1808 in Münster; † 1865 Schloss Herten), den Sohn seiner ältesten Tochter Maria Karoline Theresia Josepha, die zweite Ehefrau von Erbdroste Adolf Heidenreich Freiherr Droste zu Vischering (1769–1826). Felix musste sich jedoch in den Grafenstand erheben lassen und das Wappen der Nesselrode nebst dem Namen annehmen. Bei dieser Gelegenheit erhob der König zugleich die Stammlinie der Droste zu Vischering in den Grafenstand.